# جودی کردداک
جودی کردداک (انگلیسی: Jody Craddock؛ زادهٔ ۲۵ ژوئیهٔ ۱۹۷۵) بازیکن فوتبال اهل بریتانیا است.
از باشگاه‌هایی که در آن بازی کرده‌است می‌توان به باشگاه فوتبال کمبریج یونایتد، باشگاه فوتبال شفیلد یونایتد، باشگاه فوتبال ووکینگ، باشگاه فوتبال ساندرلند، باشگاه فوتبال ولورهمپتون واندررز، و باشگاه فوتبال استوک سیتی اشاره کرد.